# Estação Scalabrini Ortiz
A Estação Scalabrini Ortiz é uma das estações do Metro de Buenos Aires, situada em Buenos Aires, entre a Estação Bulnes e a Estação Plaza Italia. Faz parte da Linha D.
Foi inaugurada em 29 de dezembro de 1938. Localiza-se no cruzamento da Avenida Santa Fe com a Avenida Raúl Scalabrini Ortiz. Atende o bairro de Palermo.